# Littérature de l'Égypte antique

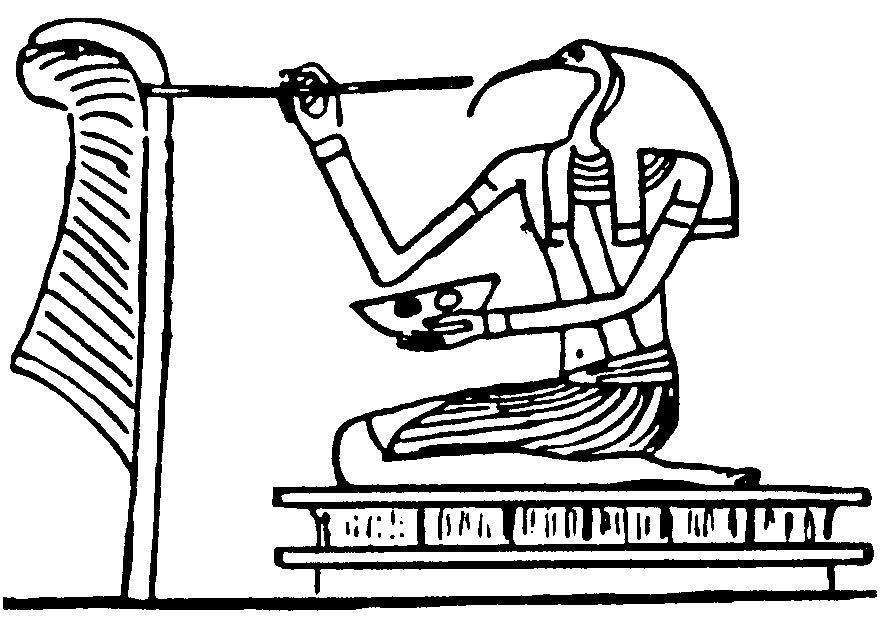
Représentation du dieu Thot, dieu de l'écriture et Scribe des Dieux, en travail d'écriture.

La littérature de l'Égypte antique est l'une des plus anciennes littératures écrites connues. Les plus anciens témoignages de textes « littéraires », au sens restreint, remontent à la XIIe dynastie (-1991, -1783) ce qui semble tardif par rapport à l'apparition de l'écriture (vers -3200), et les premiers textes complexes attestés au début de l'Ancien Empire (vers -2700). Ce décalage est-il dû aux aléas de la documentation ou à une lente maturation de la littérature écrite qui resta longtemps cantonnée à une transmission orale ? Les spécialistes restent encore divisés sur la question. Cependant bien avant l'apparition des premiers manuscrits véritablement « littéraires », il existe des autobiographies comme celles d'Ouni (XXIIIe siècle avant notre ère) ou des princes de la ville d'Assiout (XXIe siècle avant notre ère), où se manifeste un style poussé, derrière laquelle pointe, consciemment ou non, une intention quasi littéraire.
La littérature égyptienne est très diversifiée puisqu'à côté des textes religieux, on trouve des biographies, des romans, des contes, des textes politiques et philosophiques, de la poésie et des « sagesses ».

## Textes religieux
En égyptologie, ce que l'on nomme « livre » ou « textes », sont en fait des récits mythiques répartis en plusieurs chapitres, mais qui ne sont pas forcément utilisés comme une entité indivisible. Certains passages peuvent être peints ou gravés sur les parois des temples et des tombeaux.

### Principaux corpus funéraires
- les textes des pyramides, le plus ancien corpus religieux connu ;
- les textes des sarcophages, dérivé des Textes des Pyramides ;
- le livre des morts des Anciens Égyptiens, nom donné par Champollion au livre funéraire dont le titre originel peut être traduit par « Livre pour sortir au jour » ou « Livre pour sortir à la lumière » ;

### Livres du monde souterrain
Ces compositions se trouvent dans les hypogées de la vallée des Rois et servent à guider le roi défunt sur les chemins de l'Au-delà :
- le livre des demeures secrètes (ou livre de l'Amdouat), livre funéraire qui décrit le voyage du défunt au travers des douze heures de la nuit ;
- le livre des Portes ;
- le livre de la vache du ciel, mythe de la révolte des humains contre Rê ;
- le livre des cavernes ;
- le livre de la terre ;
- le livre du jour et de la nuit ;
- les litanies de Rê.

## Textes profanes
Parallèlement à ces textes religieux, la civilisation égyptienne nous a légué des textes profanes, écrits en hiératique sur papyrus. Ces textes sont de nature très variée, concernant aussi bien les sciences que la politique ou encore la littérature.
À partir de la Première Période intermédiaire, et tout au long du Moyen Empire, la littérature produit des textes considérés comme des grands classiques aux époques ultérieures.
Les thèmes chers à la littérature « pessimiste » apparaissent sous le Moyen Empire : invasions étrangères, cycle de la nature déréglé, crue du Nil insuffisante, guerre et famine, misère et anarchie, et finalement guerre civile qui ensanglante le pays. Il s'agit là des évènements qui troublèrent les années obscures de la Première Période intermédiaire.
Parmi ces classiques, on peut citer :
- le conte de Sinouhé ;
- le conte du Paysan éloquent ;
- le conte du naufragé ;
- les instructions d'Amenemhat, d'Amenemhat Ier pour son fils et successeur, le futur Sésostris Ier ;
- l'enseignement pour Mérikarê ;
- l'enseignement de Khéty ;
- le dialogue du désespéré avec son bâ ;
- la prophétie de Néferti, pseudo-prophétie dont l'action se situe sous le règne de Snéfrou ;
- l'oracle de l'agneau, prophétie publiée sous le règne de l'empereur romain Auguste ;
- le recueil de mots de Khâkheperrêseneb.

La littérature plus récente datant de la Basse époque voit un grand renouvellement des récits et l'emploi peu à peu généralisé de l'égyptien démotique comme langue d'écriture courante. Parmi les récits attestés à cette époque figure le cycle de Setné, ensemble d'aventures magiques situées sous le règne de Ramsès II et dont le personnage principal s'inspire très librement de la figure de Khâemouaset, l'un des fils de Ramsès II.

## Autres
- le livre des rêves, interprétation des rêves ;
- les lettres d'Amarna, tablettes d'ordre diplomatiques, retrouvées sur le site d'Amarna ;
- l'hymne à Aton, chant d'amour et de ferveur, sans doute composé par Akhenaton ;
- l'hymne au Nil, dédié au dieu de la crue du Nil, Hâpy ;
- La Prise de Joppa, ancien conte égyptien décrivant la conquête de la ville cananéenne de Yapu (Joppa) par le général Djehouty sous Thoutmôsis III ;
- les chants de fête d'Isis et de Nephtys, chantés par deux vierges dans le temple d'Osiris à l'occasion de la fête annuelle.